# Мідлтаун (Огайо)
Мідлтаун (англ. Middletown) — місто (англ. city) в США, в округах Батлер і Воррен штату Огайо. Населення — 50 987 осіб (2020).

## Географія
Мідлтаун розташований за координатами 39°30′11″ пн. ш. 84°21′54″ зх. д. / 39.50306° пн. ш. 84.36500° зх. д. (39.502952, -84.364893).  За даними Бюро перепису населення США в 2010 році місто мало площу 68,43 км², з яких 67,82 км² — суходіл та 0,61 км² — водойми.

## Демографія
Згідно з переписом 2010 року, у місті мешкали 48 694 особи в 20 238 домогосподарствах у складі 12 505 родин. Густота населення становила 712 особи/км².  Було 23296 помешкань (340/км²).
Расовий склад населення:
| - 83,3 % — білих - 11,7 % — чорних або афроамериканців - 0,5 % — азіатів - 0,2 % — корінних американців - 1,6 % — осіб інших рас |

До двох чи більше рас належало 2,7 %. Частка іспаномовних становила 3,8 % від усіх жителів.
За віковим діапазоном населення розподілялося таким чином: 24,3 % — особи молодші 18 років, 60,8 % — особи у віці 18—64 років, 14,9 % — особи у віці 65 років та старші. Медіана віку мешканця становила 38,3 року. На 100 осіб жіночої статі у місті припадало 90,6 чоловіків;  на 100 жінок у віці від 18 років та старших — 87,5 чоловіків також старших 18 років.
Середній дохід на одне домашнє господарство  становив 48 049 доларів США (медіана — 36 374), а середній дохід на одну сім'ю — 55 989 доларів (медіана — 45 594). Медіана доходів становила 39 687 доларів для чоловіків та 31 086 доларів для жінок. За межею бідності перебувало 24,9 % осіб, у тому числі 39,9 % дітей у віці до 18 років та 6,9 % осіб у віці 65 років та старших.
Цивільне працевлаштоване населення становило 19 829 осіб. Основні галузі зайнятості: освіта, охорона здоров'я та соціальна допомога — 18,7 %, виробництво — 17,6 %, роздрібна торгівля — 17,0 %.

## Відомі особистості
У поселенні народились:
- Джеймс Девід Венс (* 1984) — американський письменник і венчурний капіталіст, кандидат у віцепрезиденти США 2024.
- Вільям Веріті (1917—2007) — американський бізнесмен і державний діяч.